# Tekući dušik
Tekući dušik (LN2, LIN, LN, UN broj 1977) je dušik u tekućem stanju na izuzetno niskoj temperaturi. Proizveden je industrijski destilacijom tekućeg zraka. Prilikom skladištenja u određenim uvjetima ima temperaturi od -196 °C.

Najviše se koristi u medicini za spaljivanje bradavica.